# درمندرا
دَرمِنْدرا (به انگلیسی: Dharmendra، به هندی: धर्मेंद्र सिंह देओल) با نام تولدِ دَرَم سینْگ دِئول در ۸ دسامبر ۱۹۳۵ در لودیانای ایالت پنجاب هند زاده شد. او با نام درمندرا در فیلم‌های هندی شناخته شده است. پدرش مدیر مدرسه‌ای در یک قریهٔ کوچک در پنجاب بود. فرزندان درمندرا با نام‌های سانی، بابی، و ایشا از هنرپیشگان معروف سینمای هند هستند که دو فرزند پسرش از همسر اولش (پرکاش کاور) و یک فرزند دخترش از همسر دومش (هما مالینی) و همچنین همسر دومش از هنرپیشگان معروف در سینمای هند هستند. درضمن، درمندرا از ازدواج اول خود دو دختر به نام‌های ویجایتا و آجیتا دارد و از ازدواج دومش دختر دیگری به نام اهانا هم دارد. اولین فیلم درمندرا هم بهی تیرا دل بهی تیرا (۱۹۶۰) نام دارد. همچنین، درمندرا یکی از هنرپیشگان اصلی فیلم شعله (۱۹۷۵) است که به همراه آمیتاب باچان و سانجیو کومار نقش اول در این فیلم را عهده‌دار بود.

## زندگی خصوصی
درمندرا در ۸ دسامبر سال ۱۹۳۵ در پاگوار پنجاب زاده شد. او در سال ۱۹۵۴، در ۱۹سالگی با همسر اولش پراکاش ازدواج کرد. در ۱۹ اکتبر ۱۹۵۶ صاحب فرزندی شد که نام او را آجی سینگ گذاشت.
درمندرا در سال ۱۹۶۰ اولین فیلم خود را بازی کرد، اما با شکست این فیلم مجبور شد به مدت دو سال از سینما کناره‌گیری کند. او در سال ۱۹۶۲ با فیلم آپنا به سینما بازگشت و پراکاش در ۲۴ ژانویهٔ ۱۹۶۷ فرزند دوم خود را به دنیا آورد که نام او را ویجی سینگ گذاشتند.
درمندرا از سال ۱۹۶۶ به‌بعد و با فیلم آنوپاما اوج گرفت.
او پس از بازی در فیلم سینمایی شعله، با هِما مالینی در سال ۱۹۷۹ ازدواج کرد. آنها قبل و بعد از فیلم سینمایی شعله هم در چند فیلم با هم بازی کرده‌بودند و دل‌بسته هم بودند. برای این منظور او اعلام کرد مسلمان شده است تا بتواند دو همسر اختیار کند، اما همسر اول وی پس از این ماجرا از او جدا شد.
هِما مالینی، درحالی‌که در اوج شهرت و محبوبیت قرار داشت، از بین پیشنهاد ازدواج سانجیو کمار، جیتندرا و درمندرا پیشنهاد درمندرا را پذیرفت. اما بعدها از این انتخاب اظهار پشیمانی کرده‌بود و اعلام کرده‌بود که کاش با سانجیو کومار که مجرد بود، ازدواج می‌کرد تا باعث فروپاشی خانواده درمندرا نمی‌شد. به هر حال آن دو، بعد از ازدواج، صاحب دو دختر شدند که نام آن‌ها را ایشا و اهانا گذاشتند.
دو پسر درمندرا که در خانه آن‌ها را سانی و بابی صدا می‌زدند نیز بعد از جدایی پدر و مادرشان در کنار پدرشان و همسر او زندگی کردند، هرچند همواره از نامادری خود متنفر بودند و در مراسم عروسی خواهر ناتنی خود شرکت نکردند.
درمندرا، که از سال ۱۹۹۲ به‌بعد تنها در فیلم‌های محدود و نقش‌های کوتاهی حضور می‌یافت، در سال ۲۰۰۴ با فیلم شکست‌خوردهٔ کیس کیس کی قسمت به سینما بازگشت. در سال ۲۰۰۷ در فیلم پرفروش آپنه با دو پسر خود، بابی دئول و سانی دئول، همبازی بود.

## افتخارات
- (۱۹۶۵) جایزهٔ بهترین نقش مکمل برای فیلم آئی میلن کا بیلا
- (۱۹۶۷) جایزهٔ بهترین نقش اول برای فیلم پهول اور پتهر
- (۱۹۷۲) جایزهٔ بهترین نقش اول برای فیلم میرا گاهوو میرا دیش
- (۱۹۷۴) جایزهٔ بهترین نقش اول برای فیلم یادو کی بهارات
- (۱۹۷۵) جایزهٔ بهترین نقش اول برای فیلم ریشم کی دووری
- (۱۹۸۴) جایزهٔ بهترین نقش کمدی برای فیلم نوکر بیوی کا

## فیلم‌شناسی
فهرست برخی از فیلم‌هایی که درمندرا در آن‌ها به ایفای نقش پرداخته است:
- دل تو را می‌خواهد و من نیز تو را می‌خواهم (۱۹۶۰)
- شعله و شبنم (۱۹۶۱)
- دوست‌پسر (۱۹۶۱)
- ازدواج (۱۹۶۲)
- صورت و سیرت (۱۹۶۲)
- بی‌سواد(۱۹۶۲)
- بندینی (۱۹۶۳)
- گل برای پوجا (۱۹۶۴)
- قصور من چیست؟ (۱۹۶۴)
- حقیقت (۱۹۶۴)
- امواج گنگ (۱۹۶۴)
- من با شما ملاقات می‌کنم (۱۹۶۴)
- سایه تو (۱۹۶۴)
- نیلا آکاش (۱۹۶۵)
- پورنیما (۱۹۶۵)
- سرمه (۱۹۶۵)
- ماه و خورشید (۱۹۶۵)
- آکاشدیپ (۱۹۶۵)
- گل و سنگ (۱۹۶۶)
- محبت زنده است (۱۹۶۶)
- مادر شدن (۱۹۶۶)
- بازگشت دزد جواهرات (۱۹۶۶)
- دل دوباره به یاد آورد (۱۹۶۶)
- دیوار (۱۹۶۶)
- بهار هنوز هم فرا می‌رسد (۱۹۶۶)
- بی‌همتا (۱۹۶۶)
- روزهای آخر (۱۹۶۶)
- عروس برای یک شب (۱۹۶۷)
- چراغ خانه (۱۹۶۷)
- گهواره چوبی (۱۹۶۷)
- ماجلی دیدی (۱۹۶۷)
- شکار (۱۹۶۸)
- همدم من دوست من (۱۹۶۸)
- عزت (۱۹۶۸)
- مقصد بهار (۱۹۶۸)
- بازی (۱۹۶۸)
- چشم‌ها (۱۹۶۸)
- یقین (۱۹۶۹)
- مدال طلا (۱۹۶۹)
- ساتیاکم (۱۹۶۹)
- عشق، فقط عشق (۱۹۶۹)
- رقص در موسم باران (۱۹۶۹)
- آدم و انسان (۱۹۶۹)
- خاموشی (۱۹۷۰)
- تو جوان من را دوست داری (۱۹۷۰)
- شرافت (۱۹۷۰)
- مرگ و زندگی (۱۹۷۰)
- عشق زور ندارد (۱۹۷۰)
- چشم ذهن (۱۹۷۰)
- نام من ژوکر است (۱۹۷۰)
- نگهبان (۱۹۷۱)
- عصر جدید (۱۹۷۱)
- روستای من، کشور من (۱۹۷۱)
- مقبره (۱۹۷۲)
- دو دزد (۱۹۷۲)
- چالش (۱۹۷۲)
- راجا جانی (۱۹۷۲)
- قیمت (۱۹۷۳)
- داستان قسمت (۱۹۷۳)
- کرم شب‌تاب (۱۹۷۳)
- باج‌گیری (۱۹۷۳)
- پسربچه (۱۹۷۳)
- در آن طرف دریاچه (۱۹۷۳)
- فاگون (۱۹۷۳)
- سنگ و زمرد (۱۹۷۴)
- جیب‌بر (۱۹۷۴)
- نام تو شکستن غم (۱۹۷۴)
- دوست (۱۹۷۴)
- کلاهبردار بین‌المللی (۱۹۷۴)
- دزدکی دزدکی (۱۹۷۵)
- شعله (۱۹۷۵)
- تعهد (۱۹۷۵)
- آن‌ها به من پادشاه می‌گویند (۱۹۷۵)
- کاخ رؤیاها (۱۹۷۵)
- چایتالی (۱۹۷۵)
- دشمن شما (۱۹۷۵)
- حشیش (۱۹۷۶)
- مادر (۱۹۷۶)
- باروت (۱۹۷۶)
- بحث کوچک (۱۹۷۶)
- قدرت و ایمان (۱۹۷۷)
- لبه (۱۹۷۷)
- بازیکن بازی (۱۹۷۷)
- دختر رؤیایی (۱۹۷۷)
- عمو و برادرزاده (۱۹۷۷)
- چارانداس (۱۹۷۷)
- شالیمار (۱۹۷۸)
- دام (۱۹۷۸)
- دل‌باخته (۱۹۷۸)
- آزاد (۱۹۷۸)
- علی‌بابا و چهل دزد (۱۹۷۹)
- الماس قلب (۱۹۷۹)
- وظیفه (۱۹۷۹)
- قطار سوزان (۱۹۸۰)
- ترازو عدالت (۱۹۸۰)
- رام و بارلام (۱۹۸۰)
- خشم (۱۹۸۱)
- در نزدیکی (۱۹۸۱)
- چشم سوم (۱۹۸۲)
- سامرات (۱۹۸۲)
- مهربانی (۱۹۸۲)
- راجپوت (۱۹۸۲)
- انتقام از آتش (۱۹۸۲)
- قیام (۱۹۸۲)
- دو مسیر (۱۹۸۲)
- من انتقام خواهم گرفت (۱۹۸۲)
- رضیه سلطان (۱۹۸۳)
- بهترین دوست (۱۹۸۳)
- نوکر همسر (۱۹۸۳)
- تاج‌گذاری (۱۹۸۴)
- بازی (۱۹۸۴)
- دین و قانون (۱۹۸۴)
- حقیقت دروغین (۱۹۸۴)
- جاگیر (۱۹۸۴)
- غلامی (۱۹۸۵)
- ستمگر (۱۹۸۵)
- کرشمه قدرت (۱۹۸۵)
- من قوی هستم (۱۹۸۶)
- قطار صبح-(۱۹۸۶)
- سلطنت (۱۹۸۶)
- نگهبان وطن (۱۹۸۷)
- آهن (۱۹۸۷)
- زورگیری (۱۹۸۷)
- چه کسی عدالت را اجرا خواهد کرد؟ (۱۹۸۷)
- کرم من دین من (۱۹۸۷)
- ندای انصاف (۱۹۸۷)
- همه جا را آتش بزنید (۱۹۸۷)
- دشمن انسانیت (۱۹۸۷)
- نگهبان وطن (۱۹۸۷)
- قانون (۱۹۸۷)
- در کف زندگی (۱۹۸۷)
- زبان مرد (۱۹۸۷)
- زلزله (۱۹۸۸)
- سورما بوپالی (۱۹۸۸)
- حرف‌های مردانه (۱۹۸۸)
- مهاویرا (۱۹۸۸)
- گنگا در کشور شما (۱۹۸۸)
- بازیگر خطرها (۱۹۸۸)
- سوزاندن گناه (۱۹۸۸)
- بوره روی طلا (۱۹۸۸)
- قدرت حقیقت (۱۹۸۹)
- یکسان (۱۹۸۹)
- سلاح (۱۹۸۹)
- منطقه (۱۹۸۹)
- سکه (۱۹۸۹)
- طوفان نفرت (۱۹۸۹)
- بخشش (۱۹۸۹)
- شهزاده (۱۹۸۹)
- ورو دادا (۱۹۹۰)
- قربانی جاط (۱۹۹۰)
- بدهی عشق (۱۹۹۰)
- به ما دست نزنید (۱۹۹۰)
- در زندان (۱۹۹۰)
- فرشته (۱۹۹۱)
- ترینترا (۱۹۹۱)
- مست قلندر (۱۹۹۱)
- آشوب (۱۹۹۱)
- طوفان گناه (۱۹۹۱)
- پادشاه وقت (۱۹۹۲)
- وحشت (۱۹۹۲)
- ضد (۱۹۹۲)
- آشکارا (۱۹۹۲)
- حمله (۱۹۹۲)
- حکومت ظلم (۱۹۹۲)
- جنگجویان (۱۹۹۳)
- طوفان آتش (۱۹۹۳)
- ماها شاکتیشالی (۱۹۹۴)
- میدان جنگ (۱۹۹۵)
- طاقت (۱۹۹۵)
- همه ما دزد هستیم (۱۹۹۵)
- آزمایش (۱۹۹۵)
- شجاعانه (۱۹۹۶)
- ترور (۱۹۹۶)
- گناهکاران الهه (۱۹۹۶)
- مافیا (۱۹۹۶)
- آهن (۱۹۹۷)
- تقوا (۱۹۹۷)
- جبهه آتش (۱۹۹۷)
- عاشق شدی نترس (۱۹۹۸)
- ظلم و ستم (۱۹۹۸)
- قاضی (۱۹۹۹)
- سلطان (۲۰۰۰)
- چطوری.....عشق (۲۰۰۳)
- بوسه بوسه قسمت (۲۰۰۴)
- ما که هستیم؟ (۲۰۰۴)
- بستگان (۲۰۰۷)
- زندگی در مترو (۲۰۰۷)
- جانی خائن (۲۰۰۷)
- هر لحظه (۲۰۰۹)
- به من بگو خدا (۲۰۱۱)
- دیوانه روانی عاشق (۲۰۱۱)
- دیوانه روانی عاشق ۲ (۲۰۱۳)
- سینگ صاحب بزرگ (۲۰۱۳)
- دو مشکل دی (۲۰۱۴)
- شوهر دست دوم (۲۰۱۵)
- زوج شماره ۱۰ (۲۰۱۷)
- دیوانه روانی عاشق ۳ (۲۰۱۸)
- داستان عشق راکی و رانی (۲۰۲۳)